# Liste des épisodes de Minuscule
 (mai 2025).
Motif : pertinence encyclopédique de cette liste ?
- Archive Wikiwix
- Bing
- Cairn
- DuckDuckGo
- E. Universalis
- Gallica
- Google
- G. Books
- G. News
- G. Scholar
- Persée
- Qwant
- (zh) Baidu
- (ru) Yandex
- (wd) trouver des œuvres sur Wikidata

| 1. | Préciser le motif de la pose du bandeau. | Précisez le motif de la pose du bandeau en utilisant la syntaxe suivante : {{admissibilité à vérifier\|date=mai 2025\|motif=remplacez ce texte par le motif}}                                        |
| 2. | Informer les utilisateurs concernés.     | Pensez à avertir le créateur de l'article, par exemple, en insérant le code ci-dessous sur sa page de discussion : {{subst:avertissement admissibilité à vérifier\|Liste des épisodes de Minuscule}} |

Cet article présente le guide des épisodes de la série télévisée d'animation Minuscule : La Vie privée des insectes.

## Panorama des saisons
| Saisons | Épisodes                   | Épisodes | Diffusée à l'origine | Diffusée à l'origine | Diffusée à l'origine |
| Saisons | Épisodes                   | Épisodes | Première diffusion   | Dernière diffusion   | Chaîne d'origine     |
| ------- | -------------------------- | -------- | -------------------- | -------------------- | -------------------- |
| 1       | 78                         | 36       | 18 octobre 2006      | 30 juin 2009         | France 2             |
| 1       | 78                         | 37       | 19 août 2009         | 14 septembre 2009    | Canal+ Family        |
| 2       | 99 (2 téléfilms spéciales) | 34       | 1er décembre 2012    | 16 juin 2014         | France 3             |
| 2       | 99 (2 téléfilms spéciales) | 30       | 17 juin 2014         | 8 février 2016       | France 5             |

## Première saison (2006 - 2009)
Cette saison est en format 4:3.
Les épisodes durent entre 5 min 15 s et 5 min 45 s, générique compris.
| Diffusion originale [réf. nécessaire] | Diffusion originale [réf. nécessaire] | DVD français [réf. souhaitée] | DVD français [réf. souhaitée] | Infos telles qu'au générique propre à l'épisode     | Infos telles qu'au générique propre à l'épisode | Infos telles qu'au générique propre à l'épisode |
| Date                                  | Ordre                                 | Ordre                         | Vol.                          | Titre                                               | « Scénario »                                    | « Storyboard »                                  |
| ------------------------------------- | ------------------------------------- | ----------------------------- | ----------------------------- | --------------------------------------------------- | ----------------------------------------------- | ----------------------------------------------- |
| 18 octobre 2006                       | 1                                     | 1                             | 1                             | La coccinelle                                       | Thomas Szabo                                    | Thomas Szabo                                    |
| 18 octobre 2006                       | 2                                     | 2                             | 1                             | Catapulte                                           | Jean-Louis Momus                                | Florian Guzek                                   |
| 19 octobre 2006                       | 3                                     | 3                             | 1                             | Bouse de là !                                       | Thomas Szabo et Hélène Giraud                   | Florian Guzek                                   |
| 19 octobre 2006                       | 4                                     | 4                             | 1                             | Deux chenilles                                      | Thomas Szabo                                    | Thomas Szabo                                    |
| 20 octobre 2006                       | 5                                     | 5                             | 1                             | Les fourmis                                         | Hélène Giraud                                   | Thomas Szabo                                    |
| 20 octobre 2006                       | 6                                     | 6                             | 1                             | Prisonnière                                         | Nicolas Gallet                                  | François Reczulski                              |
| 21 octobre 2006                       | 7                                     | 7                             | 1                             | Rêve d'escargot                                     | Thomas Szabo                                    | Thomas Szabo                                    |
| 21 octobre 2006                       | 8                                     | 8                             | 1                             | Love story                                          | Thomas Szabo                                    | Thomas Szabo                                    |
| 22 octobre 2006                       | 9                                     | 9                             | 1                             | Grasse matinée                                      | Hélène Giraud                                   | Thomas Szabo                                    |
| 22 octobre 2006                       | 10                                    | 10                            | 1                             | Top guêpe                                           | Thomas Szabo                                    | Thomas Szabo                                    |
| 23 octobre 2006                       | 11                                    | 11                            | 1                             | La nouille                                          | Nicolas Gallet                                  | Gilles Cazaux                                   |
| 23 octobre 2006                       | 12                                    | 12                            | 1                             | Le pont de la rivière bzzz                          | Nicolas Gallet                                  | Gilles Cazaux                                   |
| 24 octobre 2006                       | 13                                    | 13                            | 1                             | Zzzeplin                                            | Stéphane Mit                                    | Gilles Cazaux                                   |
| 25 octobre 2006                       | 14                                    | 14                            | 1                             | Une bonne éducation                                 | Stéphane Mit                                    | François Reczulski                              |
| 25 octobre 2006                       | 15                                    | 15                            | 1                             | Rêve de chenille                                    | Nicolas Gallet                                  | Gilles Cazaux                                   |
| 25 octobre 2006                       | 16                                    | 16                            | 1                             | Chewing Gum                                         | Nicolas Gallet                                  | Gilles Cazaux                                   |
| 26 octobre 2006                       | 17                                    | 17                            | 1                             | Un monde de brutes                                  | Nicolas Gallet                                  | Stéphane Mit                                    |
| 26 octobre 2006                       | 18                                    | 18                            | 1                             | Coup de vent                                        | Thomas Szabo                                    | Thomas Szabo                                    |
| 27 octobre 2006                       | 19                                    | 19                            | 1                             | Silence                                             | Nicolas Gallet                                  | Gilles Cazaux                                   |
| 27 octobre 2006                       | 20                                    | 20                            | 1                             | La fourmilière infernale                            | Stéphane Mit                                    | François Reczulski                              |
| 28 octobre 2006                       | 21                                    | 21                            | 2                             | Libellules                                          | Thomas Szabo                                    | Qwak                                            |
| 28 octobre 2006                       | 22                                    | 22                            | 2                             | Cigale do Brazil                                    | Stéphane Mit                                    | Florian Guzek                                   |
| 29 octobre 2006                       | 23                                    | 23                            | 2                             | Hoquet                                              | Jean-Louis Momus                                | Gilles Cazaux                                   |
| 29 octobre 2006                       | 24                                    | 24                            | 2                             | Tomate cerise                                       | Florian Guzek                                   | Florian Guzek                                   |
| 30 octobre 2006                       | 25                                    | 25                            | 2                             | Sans coquille                                       | Hélène Giraud                                   | Florian Guzek                                   |
| 30 octobre 2006                       | 26                                    | 26                            | 2                             | Bananes                                             | Gilles Cazaux                                   | Gilles Cazaux                                   |
| 2 décembre 2006                       | 27                                    | 27                            | 2                             | Les vers sont dans la pomme                         | Hélène Giraud                                   | Florian Guzek                                   |
| 2 décembre 2006                       | 28                                    | 28                            | 2                             | Le convoi                                           | Hélène Giraud                                   | Thomas Szabo                                    |
| 11 novembre 2006                      | 29                                    | 29                            | 2                             | Bouse au carré                                      | Jean-Louis Momus                                | François Reczulski                              |
| 11 novembre 2006                      | 30                                    | 30                            | 2                             | Fourmis à la noix                                   | Thomas Szabo et Hélène Giraud                   | Florian Guzek                                   |
| 18 décembre 2006                      | 31                                    | 31                            | 2                             | Hyperactive                                         | Nicolas Gallet                                  | François Reczulski                              |
| 18 décembre 2006                      | 32                                    | 32                            | 2                             | Le moustique                                        | Thomas Szabo                                    | Thomas Szabo                                    |
| 14 mars 2007                          | 33                                    | 33                            | 2                             | Salade                                              | Jean-Louis Momus                                | François Rosso                                  |
| 14 mars 2007                          | 34                                    | 34                            | 2                             | Il pleut il mouille, c’est la fête à l’escargouille | Nicolas Gallet                                  | Florian Guzek                                   |
| 15 mars 2007                          | 35                                    | 35                            | 2                             | À fond la caisse                                    | Jean-Louis Momus                                | Gilles Cazaux                                   |
| 15 mars 2007                          | 36                                    | 36                            | 2                             | Pique nique                                         | Thomas Szabo                                    | Thomas Szabo                                    |
| 16 mars 2007                          | 37                                    | 37                            | 2                             | Une nuit dehors                                     | Jean-Louis Momus                                | Florian Guzek                                   |
| 16 mars 2007                          | 38                                    | 38                            | 2                             | Tire au flanc                                       | Nicolas Gallet                                  | François Reczulski                              |
| 18 mars 2007                          | 39                                    | 39                            | 2                             | Ventilo                                             | Gilles Cazaux                                   | Gilles Cazaux                                   |
| 18 mars 2007                          | 40                                    | 40                            | 2                             | La chenille qui voulait voir la mer                 | Hélène Giraud                                   | Gilles Cazaux                                   |
| 17 avril 2007                         | 41                                    | 41                            | 3                             | La bonne graine                                     | Hélène Giraud                                   | Gilles Cazaux                                   |
| 17 avril 2007                         | 42                                    | 42                            | 3                             | La chenille et le ruisseau                          | Hélène Giraud                                   | Thomas Szabo                                    |
| 18 avril 2007                         | 43                                    | 43                            | 3                             | Un radiateur pour deux                              | Gregory Baranes                                 | François Reczulski                              |
| 18 avril 2007                         | 44                                    | 44                            | 3                             | Patrouille de bzzz                                  | Stéphane Mit                                    | François Rosso                                  |
| 19 avril 2007                         | 45                                    | 45                            | 3                             | Le chant des cigales                                | Thomas Szabo et Hélène Giraud                   | Thomas Szabo                                    |
| 23 juin 2007                          | 46                                    | 46                            | 3                             | Petit trouillard                                    | Hélène Giraud                                   | Thomas Szabo                                    |
| 23 juin 2007                          | 47                                    | 47                            | 3                             | Escargot qui roule n’amasse pas mousse              | Hélène Giraud                                   | François Reczulski                              |
| 24 juin 2007                          | 48                                    | 48                            | 3                             | L’attaque de la sucette rose                        | Hélène Giraud                                   | Gilles Cazaux                                   |
| 24 juin 2007                          | 49                                    | 49                            | 3                             | L’heure de la sieste                                | Thomas Szabo                                    | François Rosso                                  |
| 25 juin 2007                          | 50                                    | 50                            | 3                             | Moche                                               | Thomas Szabo                                    | Thomas Szabo                                    |
| 25 juin 2007                          | 51                                    | 51                            | 3                             | Petit repas entre mouches                           | Stéphane Mit                                    | Florian Guzek                                   |
| 28 juin 2007                          | 52                                    | 52                            | 3                             | Narcisso                                            | Nicolas Gallet                                  | Gilles Cazaux                                   |
| 28 juin 2007                          | 53                                    | 53                            | 3                             | Coccinelles                                         | Nicolas Gallet                                  | Gilles Cazaux                                   |
| 6 décembre 2007                       | 54                                    | 54                            | 3                             | Le totem                                            | Nicolas Gallet                                  | François Rosso                                  |
| 6 décembre 2007                       | 55                                    | 55                            | 3                             | L’évasion                                           | Jean-Louis Momus                                | François Reczulski                              |
| 8 mars 2008                           | 56                                    | 56                            | 3                             | Tenace                                              | Stéphane Mit                                    | Gilles Cazaux                                   |
| 8 mars 2008                           | 57                                    | 57                            | 3                             | Pas de chance                                       | Gilles Cazaux                                   | Gilles Cazaux                                   |
| 15 mars 2008                          | 58                                    | 58                            | 3                             | King size camembert                                 | Jean-Louis Momus                                | Florian Guzek                                   |
| 22 mars 2008                          | 59                                    | 59                            | 3                             | Chenille des villes papillon des champs             | Hélène Giraud                                   | Florian Guzek                                   |
| 26 décembre 2008                      | 60                                    | 60                            | 4                             | À tes souhaits                                      | Gilles Cazaux                                   | Gilles Cazaux                                   |
| 26 décembre 2008                      | 61                                    | 61                            | 4                             | Mon beau sapin                                      | Nicolas Gallet                                  | François Reczulski                              |
| 14 février 2009                       | 62                                    | 62                            | 4                             | Top départ                                          | Thomas Szabo                                    | Thomas Szabo                                    |
| 14 février 2009                       | 63                                    | 63                            | 4                             | Mouche bizarre                                      | Thomas Szabo et Hélène Giraud                   | Thomas Szabo                                    |
| 2 mars 2009                           | 64                                    | 64                            | 4                             | Torpedo                                             | Jean-Louis Momus                                | Gilles Cazaux                                   |
| 2 mars 2009                           | 65                                    | 65                            | 4                             | Toiles d’intérieur                                  | Thomas Szabo                                    | Gilles Cazaux                                   |
| 13 mars 2009                          | 66                                    | 66                            | 4                             | L’union fait la force                               | Stéphane Mit                                    | Florian Guzek                                   |
| 13 mars 2009                          | 67                                    | 67                            | 4                             | Un après-midi de moustique                          | Grégory Baranes                                 | Thomas Szabo                                    |
| 28 mars 2009                          | 68                                    | 68                            | 4                             | Grosse mouche bleue                                 | Thomas Szabo et Hélène Giraud                   | Gilles Cazaux                                   |
| 17 avril 2009                         | 69                                    | 69                            | 4                             | Pot de colle                                        | Nicolas Gallet                                  | Thomas Szabo                                    |
| 17 avril 2009                         | 70                                    | 70                            | 4                             | La conserve                                         | Thomas Szabo                                    | François Reczulski                              |
| 30 juin 2009                          | 71                                    | 71                            | 4                             | Nuit blanche                                        | Nicolas Gallet                                  | Florian Guzek                                   |
| 30 juin 2009                          | 72                                    | 72                            | 4                             | Mouche folle                                        | Nicolas Gallet                                  | Gilles Cazaux                                   |
| 19 août 2009                          | 73                                    | 73                            | 4                             | Poule mouillée                                      | Hélène Giraud                                   | Thomas Szabo                                    |
| 19 août 2009                          | 74                                    | 74                            | 4                             | La horde sauvage                                    | Thomas Szabo                                    | Thomas Szabo                                    |
| 5 septembre 2009                      | 75                                    | 75                            | 4                             | Halloween parano                                    | Nicolas Gallet                                  | François Rosso                                  |
| 5 septembre 2009                      | 76                                    | 76                            | 4                             | Hop                                                 | Stéphane Mit                                    | François Reczulski                              |
| 14 septembre 2009                     | 77                                    | 77                            | 4                             | Fourmi rose                                         | Stéphane Mit                                    | Gilles Cazaux                                   |
| 14 septembre 2009                     | 78                                    | 78                            | 4                             | C’est noël                                          | Thomas Szabo et Hélène Giraud                   | Gilles Cazaux                                   |

## Deuxième saison (2012 - 2016)
Cette saison est en format 16:9.
Les durées d'épisodes (générique compris) sont plus variables qu'en première saison :
- 26 sont courts (1 min 52 s à 2 min 18 s).
- 71 sont moyens (4 min 26 s à 5 min 57 s), soit environ une minute de moins qu'en première saison.
- 2 bonus sont plus longs (12 et 26 minutes).

| Diffusion originale[réf. nécessaire] | Numéro | Vol. DVD | Durée | Infos telles qu'au générique propre à l'épisode | Infos telles qu'au générique propre à l'épisode | Infos telles qu'au générique propre à l'épisode | Infos telles qu'au générique propre à l'épisode | Infos telles qu'au générique propre à l'épisode                                                               |
| Diffusion originale[réf. nécessaire] | Numéro | Vol. DVD | Durée | Titre                                           | « Co-réalisateur »                              | « Scénario »                                    | « Storyboard »                                  | Autre |
| ------------------------------------ | ------ | -------- | ----- | ----------------------------------------------- | ----------------------------------------------- | ----------------------------------------------- | ----------------------------------------------- | --- |
| 1er décembre 2012                    | 1      | 1        | 4:56  | Sans élytres                                    | -                                               | Helene Giraud et Thomas Szabo                   | Mohamed Labidi                                  | |
| 2 décembre 2012                      | 2      | 1        | 4:41  | Poursuite chez Multiprix                        | -                                               | Helene Giraud et Thomas Szabo-                  | Mohamed Labidi                                  | |
| 3 décembre 2012                      | 3      | 1        | 4:55  | Bzzapping                                       |                                                 | Helene Giraud et Thomas Szabo-                  | Pierre Santamaria                               | |
| 4 décembre 2012                      | 4      | 1        | 2:01  | Pomme de noël                                   | Nicolas Gallet                                  | Helene Giraud et Thomas Szabo                   | Thomas Szabo                                    | |
| 5 décembre 2012                      | 5      | 1        | 4:50  | Canailles!                                      | Thomas Szabo                                    | Helene Giraud et Thomas Szabo-                  | Thomas Szabo                                    | |
| 6 décembre 2012                      | 6      | 1        | 4:45  | Araignée des abysses                            | Thomas Monti                                    | Helene Giraud et Thomas Szabo                   | Thierry Ségur                                   | |
| 7 décembre 2012                      | 7      | 1        | 4:47  | En voiture Simone                               | Thomas Monti                                    | Helene Giraud et Thomas Szabo                   | Thierry Ségur                                   | |
| 8 décembre 2012                      | 8      | 1        | 2:01  | Purée de pois                                   | Thomas Monti                                    | Helene Giraud et Thomas Szabo                   | Marc-Antoine Buhagiar                           | |
| 9 décembre 2012                      | 9      | 1        | 4:52  | Araignée au volant, catastrophe au tournant     | Thomas Monti                                    | Helene Giraud et Thomas Szabo                   | Stéphane Gateau                                 | |
| 10 décembre 2012                     | 10     | 1        | 4:56  | La sauterelle qui ne savait pas sauter          | -                                               | Helene Giraud et Thomas Szabo                   | Marc-Antoine Buhagiar                           | |
| 11 décembre 2012                     | 11     | 1        | 5:57  | Microzondes                                     | -                                               | Helene Giraud et Thomas Szabo                   | Ahmed Nasri                                     | |
| 13 juin 2012 (avant-première)        | 12     | 1        | 2:01  | Ivre de vitesse                                 | Thomas Monti                                    | Helene Giraud et Thomas Szabo                   | Marc-Antoine Buhagiar                           | |
| 13 décembre 2012                     | 13     | 1        | 4:41  | Le monstre du marais hanté                      | -                                               | Helene Giraud et Thomas Szabo                   | Stéphane Gateau                                 | |
| 14 décembre 2012                     | 14     | 1        | 4:54  | à toute berzingue                               | Thomas Monti                                    | Helene Giraud et Thomas Szabo                   | Thierry Ségur                                   | |
| 15 décembre 2012                     | 15     | 1        | 4:56  | La nuit des gastéropodes                        | Thomas Monti                                    | Anne Geourgeon                                  | Marc-Antoine Buhagiar                           | |
| 16 décembre 2012                     | 16     | 1        | 2:01  | La toile infernale                              | -                                               | Helene Giraud et Thomas Szabo                   | Marc-Antoine Buhagiar                           | |
| 17 décembre 2012                     | 17     | 1        | 5:57  | Patatas fritas                                  | Thomas Monti                                    | Helene Giraud et Thomas Szabo                   | Marc-Antoine Buhagiar                           | |
| 18 décembre 2012                     | 18     | 1        | 4:56  | La saison des glands                            | -                                               | Helene Giraud et Thomas Szabo                   | Stéphane Gateau                                 | |
| 19 décembre 2012                     | 19     | 1        | 4:55  | Topinambourg                                    | Thomas Monti                                    | Helene Giraud et Thomas Szabo                   | Marc-Antoine Buhagiar                           | |
| 20 décembre 2012                     | 20     | 1        | 2:01  | Mad mouche                                      | Thomas Monti                                    | Helene Giraud et Thomas Szabo                   | Marc-Antoine Buhagiar                           | |
| 21 décembre 2012                     | 21     | 1        | 5:57  | Bûche de noël                                   | Thomas Monti                                    | Helene Giraud et Thomas Szabo                   | Stéphane Gateau                                 | |
| 22 décembre 2012                     | 22     | 1        | 4:45  | Le monstre de fer                               | Thomas Monti                                    | Helene Giraud et Thomas Szabo                   | Stéphane Gateau                                 | |
| 23 décembre 2012                     | 23     | 1        | 4:33  | L’effet papillon                                | Thomas Monti                                    | Helene Giraud et Thomas Szabo                   | Stéphane Gateau                                 | |
| 24 décembre 2012                     | 24     | 1        | 2:01  | Tapette                                         | -                                               | Helene Giraud et Thomas Szabo                   | Thomas Szabo                                    | |
| 25 décembre 2012                     | 25     | 1        | 2:01  | Rira bien qui rira le dernier                   | Thomas Monti                                    | Helene Giraud et Thomas Szabo                   | Thomas Szabo                                    | |
| 26 décembre 2012                     | 26     | 2        | 4:56  | Dans une cheminée                               | Thomas Monti                                    | Helene Giraud et Thomas Szabo                   | Marc-Antoine Buhagiar                           | |
| 27 décembre 2012                     | 27     | 2        | 4:45  | Chasse à mouche                                 | Thomas Monti                                    | Helene Giraud et Thomas Szabo                   | Mohamed Labidi                                  | |
| 28 décembre 2012                     | 28     | 2        | 4:57  | Saucisse predator                               | -                                               | Helene Giraud et Thomas Szabo                   | Stéphane Gateau                                 | |
| 29 décembre 2012                     | 29     | 2        | 2:01  | Comme un boulet de canon                        | Thomas Monti                                    | Helene Giraud et Thomas Szabo                   | Marc-Antoine Buhagiar                           | |
| 30 décembre 2012                     | 30     | 2        | 4:54  | La longue route                                 | Thomas Monti                                    | Helene Giraud et Thomas Szabo                   | Thierry Ségur                                   | |
| 31 décembre 2012                     | 31     | 2        | 4:57  | Fille unique                                    | Thomas Monti                                    | Helene Giraud et Thomas Szabo                   | Stéphane Gateau                                 | |
| 1er mars 2013                        | 32     | 2        | 4:45  | 220 volts                                       | -                                               | Helene Giraud et Thomas Szabo                   | Ricardo Audisio                                 | |
| 15 mars 2013                         | 33     | 2        | 2:03  | Histoire vache                                  | Thomas Monti                                    | Helene Giraud et Thomas Szabo                   | Marc-Antoine Buhagiar                           | |
| 22 mars 2013                         | 34     | 2        | 4:56  | Ruse à la noix                                  | -                                               | Helene Giraud et Thomas Szabo                   | Stéphane Gateau                                 | |
| 21 avril 2013                        | 35     | 2        | 5:01  | Mouche à miel                                   | -                                               | Helene Giraud et Thomas Szabo                   | Ahmed Nasri                                     | |
| 26 avril 2013                        | 36     | 2        | 4:57  | Saint valentin                                  | -                                               | Helene Giraud et Thomas Szabo                   | Richard Mvogo                                   | |
| 28 juin 2013                         | 37     | 2        | 2:11  | Qui sème le vent récolte la tempête             | Thomas Monti                                    | Helene Giraud et Thomas Szabo                   | Marc-Antoine Buhagiar                           | |
| 9 août 2013                          | 38     | 2        | 4:57  | Haute voltige                                   | -                                               | Helene Giraud et Thomas Szabo                   | Richard Mvogo                                   | |
| 16 août 2013                         | 39     | 2        | 4:59  | Sans abri                                       | -                                               | Helene Giraud et Thomas Szabo                   | Thierry Ségur                                   | |
| 13 septembre 2013                    | 40     | 2        | 4:48  | Plante verte à loyer modéré                     | Thomas Monti                                    | Helene Giraud et Thomas Szabo                   | Stéphane Gateau                                 | |
| 14 septembre 2013                    | 41     | 2        | 2:09  | Glue                                            | Thomas Monti                                    | Helene Giraud et Thomas Szabo                   | Marc-Antoine Buhagiar                           | |
| 15 septembre 2013                    | 42     | 2        | 4:44  | Assoiffé                                        | Thomas Monti                                    | Helene Giraud et Thomas Szabo                   | Thierry Ségur                                   | |
| 16 septembre 2013                    | 43     | 2        | 4:57  | Le chapeau de la méduse                         | -                                               | Helene Giraud et Thomas Szabo                   | Richard Mvogo                                   | |
| 17 septembre 2013                    | 44     | 2        | 4:57  | Chewing-gum rodéo                               | -                                               | Helene Giraud et Thomas Szabo                   | Marc-Antoine Buhagiar                           | |
| 18 septembre 2013                    | 45     | 2        | 2:05  | Deux petits pois deux mesures                   | -                                               | Helene Giraud et Thomas Szabo                   | Marc-Antoine Buhagiar                           | |
| 19 septembre 2013                    | 46     | 2        | 4:47  | Un voisin bien gênant                           | Thomas Monti                                    | Helene Giraud et Thomas Szabo                   | Thierry Ségur                                   | |
| 20 septembre 2013                    | 47     | 2        | 4:57  | Opération merguez                               | -                                               | Helene Giraud et Thomas Szabo                   | Richard Mvogo                                   | |
| 21 septembre 2013                    | 48     | 2        | 4:57  | Têtue                                           | -                                               | Helene Giraud et Thomas Szabo                   | Mohamed Labidi                                  | |
| 22 septembre 2013                    | 49     | 2        | 2:01  | Horizontoile                                    | Thomas Monti                                    | Helene Giraud et Thomas Szabo                   | Marc-Antoine Buhagiar                           | |
| 24 septembre 2013                    | 50     | 3        | 4:41  | Douze escargots en colère                       | -                                               | Helene Giraud et Thomas Szabo                   | Stéphane Gateau                                 | |
| 25 septembre 2013                    | 51     | 3        | 4:41  | La fourmi sifflera trois fois                   | -                                               | Helene Giraud et Thomas Szabo                   | Thierry Ségur                                   | |
| 26 septembre 2013                    | 52     | 3        | 4:26  | Cauchemar du papillon                           | Thomas Monti                                    | Helene Giraud et Thomas Szabo                   | Mohamed Labidi                                  | |
| 27 septembre 2013                    | 53     | 3        | 2:00  | Coup de balais                                  | -                                               | Helene Giraud et Thomas Szabo                   | Thomas Szabo                                    | |
| 28 septembre 2013                    | 54     | 3        | 4:45  | Règlement de compte au rayon fruits et légumes  | -                                               | Helene Giraud et Thomas Szabo                   | Mohamed Labidi                                  | |
| 4 octobre 2013                       | 55     | 3        | 4:51  | Allez les bleus !                               | -                                               | Helene Giraud et Thomas Szabo                   | Marc-Antoine Buhagiar                           | |
| 5 octobre 2013                       | 56     | 3        | 4:51  | Chapeau de sable                                | -                                               | Helene Giraud et Thomas Szabo                   | Ahmed Nasri                                     | |
| 11 octobre 2013                      | 57     | 3        | 2:00  | La mouche magique                               | Thomas Monti                                    | Helene Giraud et Thomas Szabo                   | Marc-Antoine Buhagiar                           | |
| 18 octobre 2013                      | 58     | 3        | 4:55  | Moustique des caraïbes                          | -                                               | Helene Giraud et Thomas Szabo                   | Mohamed Labidi                                  | |
| 1er novembre 2013                    | 59     | 3        | 4:34  | Mouche à neige                                  | -                                               | Helene Giraud et Thomas Szabo                   | Stéphane Gateau                                 | |
| 15 novembre 2013                     | 60     | 3        | 4:34  | Plein gaz                                       | -                                               | Helene Giraud et Thomas Szabo                   | Marc-Antoine Buhagiar                           | |
| 22 novembre 2013                     | 61     | 3        | 2:02  | Fourmi on the rocks                             | Thomas Monti                                    | Helene Giraud et Thomas Szabo                   | Marc-Antoine Buhagiar                           | |
| 6 décembre 2013                      | 62     | 3        | 4:55  | Pollution                                       | -                                               | Helene Giraud et Thomas Szabo                   | Marc-Antoine Buhagiar                           | |
| 24 janvier 2014                      | 63     | 3        | 4:53  | Pris au piège                                   | -                                               | Helene Giraud et Thomas Szabo                   | Mohamed Labidi                                  | |
| 14 mars 2014                         | 64     | 3        | 4:44  | Frigo                                           | -                                               | Helene Giraud et Thomas Szabo                   | Marc-Antoine Buhagiar                           | |
| 21 mars 2014                         | 65     | 3        | 2:00  | Noël aux chandelles                             | -                                               | Helene Giraud et Thomas Szabo                   | Marc-Antoine Buhagiar                           | |
| 28 mars 2014                         | 66     | 3        | 4:50  | Ex-æquo                                         | -                                               | Helene Giraud et Thomas Szabo                   | Marc-Antoine Buhagiar                           | |
| 10 juin 2014                         | 67     | 3        | 4:34  | Somnambule                                      | -                                               | Helene Giraud et Thomas Szabo                   | Thomas Szabo                                    | |
| 11 juin 2014                         | 68     | 3        | 4:55  | Labyrinthe                                      | -                                               | Helene Giraud et Thomas Szabo                   | Ahmed Nasri                                     | |
| 16 juin 2014                         | 69     | 3        | 2:03  | Le beignet                                      | -                                               | Helene Giraud et Thomas Szabo                   | Marc-Antoine Buhagiar                           | |
| 17 juin 2014                         | 70     | 3        | 4:40  | Métamorphose                                    | -                                               | Helene Giraud et Thomas Szabo                   | Marc-Antoine Buhagiar                           | |
| 23 juin 2014                         | 71     | 3        | 5:52  | Le drapeau noir flotte sur la marmite           | -                                               | Helene Giraud et Thomas Szabo                   | Régis Parenteau Denoël                          | |
| 24 juin 2014                         | 72     | 3        | 4:48  | Top tabasco                                     | -                                               | Helene Giraud et Thomas Szabo                   | Thierry Ségur                                   | |
| 30 juin 2014                         | 73     | 3        | 2:18  | L'artiste                                       | -                                               | Helene Giraud et Thomas Szabo                   | Thomas Szabo                                    | « Avec la participation de Jean Giraud alias Moebius »                                                        |
| 19 juillet 2014                      | 74     | 4        | 4:47  | Carotte des neiges                              | -                                               | Helene Giraud et Thomas Szabo                   | Ricardo Audisio                                 | |
| 29 septembre 2014                    | 75     | 4        | 4:37  | À bâbord toute !                                | -                                               | Helene Giraud et Thomas Szabo                   | Richard Mvogo                                   | |
| 13 octobre 2014                      | 76     | 4        | 4:40  | zzz ZZZ zzz                                     | -                                               | Helene Giraud et Thomas Szabo                   | Mohamed Labidi                                  | |
| 20 octobre 2014                      | 77     | 4        | 1:52  | À cent à l’heure                                | -                                               | Helene Giraud et Thomas Szabo                   | Thomas Szabo                                    | |
| 21 octobre 2014                      | 78     | 4        | 4:49  | Pomme d’amour                                   | -                                               | Helene Giraud et Thomas Szabo                   | Richard Mvogo                                   | |
| 28 octobre 2014                      | 79     | 4        | 4:42  | Brushing                                        | -                                               | Helene Giraud et Thomas Szabo                   | Ahmed Nasri                                     | |
| 4 décembre 2014                      | 80     | 4        | 4:45  | zzz dans le métro                               | -                                               | Helene Giraud et Thomas Szabo                   | Mohamed Labidi                                  | |
| 16 février 2015                      | 81     | 4        | 2:00  | Vase communicant                                | Thomas Monti                                    | Helene Giraud et Thomas Szabo                   | Marc-Antoine Buhagiar                           | |
| 28 mars 2015                         | 82     | 4        | 4:55  | Piste noire pour gastéropodes                   | -                                               | Helene Giraud et Thomas Szabo                   | Marc-Antoine Buhagiar                           | |
| 19 avril 2015                        | 83     | 4        | 4:36  | Château de sable                                | -                                               | Helene Giraud et Thomas Szabo                   | Marc-Antoine Buhagiar                           | |
| 26 avril 2015                        | 84     | 4        | 4:55  | Butiner plus pour polliniser plus               | -                                               | Thomas Szabo et Hélène Giraud                   | Marc-Antoine Buhagiar                           | |
| 4 juin 2015                          | 85     | 4        | 2:00  | Moustiquaire                                    | -                                               | Helene Giraud et Thomas Szabo                   | Thomas Szabo                                    | |
| 15 juillet 2015                      | 86     | 4        | 4:43  | Parapluie et cocotiers                          | -                                               | Helene Giraud et Thomas Szabo                   | Thierry Ségur                                   | |
| 3 août 2015                          | 87     | 4        | 4:44  | Hop-là !                                        | -                                               | Helene Giraud et Thomas Szabo                   | Marc-Antoine Buhagiar                           | |
| 10 août 2015                         | 88     | 4        | 4:55  | Pie voleuse                                     | -                                               | Helene Giraud et Thomas Szabo                   | Richard Mvogo                                   | |
| 17 août 2015                         | 89     | 4        | 2:00  | Mouche au chocolat                              | -                                               | Helene Giraud et Thomas Szabo                   | Thomas Szabo                                    | |
| 31 août 2015                         | 90     | 4        | 4:46  | Blanc comme neige                               | -                                               | Helene Giraud et Thomas Szabo                   | Richard Mvogo                                   | |
| 25 septembre 2015                    | 91     | 4        | 4:55  | Rapide comme l’éclair                           | -                                               | Helene Giraud et Thomas Szabo                   | Mohamed Labidi                                  | |
| 28 septembre 2015                    | 92     | 4        | 8:40  | Ruche en vadrouille                             | Thomas Monti                                    | Helene Giraud et Thomas Szabo                   | Thierry Ségur                                   | |
| 2 octobre 2015                       | 93     | 4        | 9:11  | La boulette                                     | -                                               | Helene Giraud et Thomas Szabo                   | Thomas Szabo                                    | |
| 19 octobre 2015                      | 94     | 4        | 5:34  | Coup de soleil                                  | -                                               | Helene Giraud et Thomas Szabo                   | Marc-Antoine Buhagiar                           | |
| 26 octobre 2015                      | 95     | 4        | 9:37  | Cocciland                                       | -                                               | Helene Giraud et Thomas Szabo                   | Marc-Antoine Buhagiar                           | |
| 9 novembre 2015                      | 96     | 4        | 6:10  | Rêve de vitesse                                 | -                                               | Helene Giraud et Thomas Szabo                   | Thomas Szabo                                    | |
| 16 novembre 2015                     | 97     | 4        | 9:31  | La luge et la fourmi                            | -                                               | Helene Giraud et Thomas Szabo                   | Thomas Szabo                                    | |
| 19 décembre 2015                     | bonus  | 5        | 19:41 | Roméo et fourmi                                 | -                                               | Helene Giraud et Thomas Szabo                   | Thomas Szabo                                    | |
| 21 février 2017                      | bonus  | 5        | 28:24 | Minuscule La nuit des MANDIBULES                | -                                               | Helene Giraud et Thomas Szabo                   | Stéphane Gateau                                 | Générique et musique (du même auteur) distincts. Ecrit, réalisé et produit par Hélène Giraud et Thomas Szabo. |